# Сесар Ваљехо
Сесар Абраам Ваљехо Мендоза (шп. César Abraham Vallejo Mendoza; Сантијаго де Чуко, 16. март 1892 – Париз, 15. април 1938) је био перуански песник и писац. Сматра се једним од највећих иноватора поезије 20. века и најистакнутијим представником перуанске књижевности. Ваљехо је, према мишљењу књижевног критичара Томаса Мертона, „највећи католички песник након Дантеа, а под католичким подразумевам универзалан“, а за Мартина Симора Смита „највећи песник XX века на свим језицима“.
Објавио је у Лими прве две збирке поезије: Црни гласници (1918), са песмама које у формалном смислу и даље припадају модернистичкој струји, али у исто време представљају почетак трагања за другачијим изражајним средствима; и Трилсе (1922), дело које означава стварање изразито личног песничког света и чији се настанак подудара са продором авангарде на светском нивоу. Године 1923. штампао је своје прво прозно дело, Музичке лествице, збирку лирско-наративних слика и прича, од којих су неке већ авангардне. Исте године је отишао у Европу из које се више неће вратити у своју домовину. До смрти је углавном живео у Паризу, а кратко је боравио у Мадриду и у другим европским градовима кроз које је пролазио. Живео је од новинарства, а бавио се и превођењем и подучавањем.
У последњем периоду свог живота није објављивао књиге поезије, али је написао низ песама које ће се постхумно појавити. Уместо тога је издао неколико прозних дела: пролетерски или проиндијански роман Волфрам (1931) и књигу хроника Русија 1931. године. У то доба је такође написао своју најпознатију причу, Пако Јунке, која ће угледати светлост дана двадесет година након његове смрти. Постхумне песме су подељене у две збирке: Људске песме и Шпанијо, уклони овај путир од мене, објављене 1939. године захваљујући труду његове удовице Жоржет Ваљехо. Песме обједињене у овим последњим томовима су социјалног карактера, са повременим темама идеолошког позиционирања и дубоко хумане. За многе критичаре „људске песме“ заузимају најзначајније место у његовом поетском стваралаштву, а којима је заслужио епитет „универзалног песника“.

## Биографија

### Прве године
Сесар Абраам Ваљехо Мендоза је рођен 16. марта 1892. у Сантијаго де Чуку, селу у горњој области перуанског округа Ла Либертад. Син Франсиска де Пауле Ваљеха Бенитеза и Марије де лос Сантос Мендоза Гурионеро, био је најмлађи од једанаесторо браће. Изглед местика је дуговао томе што су му бабе биле Индијанке, а деде Гаљежани. У интервјуу објављеном у листу El Heraldo de Madrid почетком 1931. године, Сесар Гонзалез Руано се присећао да је био „веома тамнопут човек, са боксерским носом и бриљантином у коси.“
Његови родитељи су желели да се посвети свештеничком позиву, што је он у раној младости прихватио са великим ентузијазмом; отуда у његовим првим стиховима постоје толике библијске и литургијске алузије. Основну школу је завршио у Школском центру бр. 271 у родном месту, а од априла 1905. до 1909. године похађао је гимназију у Националној школи Сан Николас у Хуамачуку.
Уписује књижевност на Националном универзитету Трухиљо 1910. године, али се због економских проблема враћа у своје село са намером да заради и уштеди новац како би касније наставио студије. Помаже оцу у административним пословима гувернера и долази у додир са суровом стварношћу рудара у Кирувилки, месту у близини Сатијаго де Чука; тога ће се касније присетити у свом роману Волфрам.
Путује у Лиму 1911. године како би уписао Медицински факултет Сан Фернандо, али поново напушта универзитетске студије из економских разлога, а можда и због тога што се разачарао у лекарски позив. Налази посао приватног учитеља деце једног богатог земљопоседника из Акобамбе (у централном перуанском округу Хунин) који ће обављати наредних седам месеци. Потом се враћа у Трухиљо и 1912. налази скроман посао помоћника благајника у шећерани „Рим“, у долини Чикама, где је био сведок окрутне експлоатације индијанских надничара.

### Боемија Трухиља
У Трухиљо се враћа 1913. године са намером да обнови универзитетске студије књижевности. Како би финансирао студије ради као учитељ у Школском центру за дечаке бр. 241, а затим као наставник у Националној школи Сан Хуан, где му је ученик био Сиро Алегрија који ће касније постати велики перуански романописац. Завршава основне студије књижевности 22. септембра 1915. године са тезом Романтизам у шпанској поезији.
Током 1916. године састаје се са интелектуалном омладином познатом под називом „трухиљовска боемија“, а касније као Група Север, којој припадају Атенор Орего, Алсидес Спелусин, Хосе Еулохио Гаридо, Хуан Еспехо Астуризага, Маседонио де ла Торе и Виктор Раул Аја де ла Торе. Објављује прве стихове у дневницима и локалним часописима (неке од њих су преузеле публикације из Лиме) и заљубљује се у Марију Росу Сандовал, привлачну и интелигентну девојку, која је била инспирација за неке од песама из Црних гласника.
Године 1917. упознаје Мирто (Зоила Роса Куадра), петнаестогодишњу девојку са којом је имао кратку и страствену романсу. Ваљехо је, како се чини, покушао да изврши самоубиство због разочарања. Било како било, пријатељи га убеђују да отпутује у Лиму како би наставио студије на Националном универзитету Сан Маркос и стекао докторат из књижевности и права.

### Успомена на Марију Росу
Успомена на Марију Росу Сандовал послужила је, између осталог, као инспирација за његову прву књигу, Црни гласници, и придружује се оној на песникову мајку, такође Марију, у прекору упућеном Богу у песми Вечни дарови: „Ти немаш Марије које одлазе...“ После романсе која је трајала више од годину дана, Марија Роса нестаје без трага. Касније ће се сазнати да је отишла у планине Отуска како би се удаљила од песника јер није желела да буде тужан због њене смртоносне болести, туберкулозе, од које је умрла 1918. године. Тајанствена вољена, која има толику важност у Ваљеховој поезији, оставила је необјављен дневник чије је постојање откривено у биографском роману Ваљехо у паклу Едуарда Гнозалеза Вијање.

### Одлазак у Лиму.Црни гласници
Укрцава се на пароброд Укајали и стиже у Лиму 30. децембра 1917. године. Упознаје најпрестижније интелектуалце перуанске престонице. Састаје се са Клементеом Палмом који је био ватрени противник његовог песничког дела (песму „Песник својој вољеној“ назвао је шкработином), али који му овог пута указује поштовање. Ступа у контакт са Хосе Маријом Егуреном, као и са Мануелом Гонзалезом Прадом којег су најмлађи песници тада сматрали својим учитељем и духовним вођом. Ваљехо се у престоници повезао са писцима и интелектуалцима као што су Абраам Валделомар (и његова група Колонида) и Хосе Карлос Маријатеги; са обојицом склапа чврсто пријатељство. Такође упознаје Луиса Алберта Санчеза и Хуана Пару дел Ријега. Осим тога, објављује неколико својих песама у часопису Suramérica новинара Карлоса Переса Канепе.
Године 1918. почиње да ради у школи Барос де Лима. Након што је у септембру исте године умро директор и оснивач поменуте школе, Ваљехо је дошао на његово место. Уплиће се у јој једну бурну љубавну везу, овог пута са петнаестогодишњом Отилијом Виљануева, свастиком једног колеге. Због тога је изгубио положај наставника. Отилија ће послужити као инспирација за неколико песама из збирке Трилсе.
Следеће године се запошљава као дисциплински инспектор и професор шпанске граматике у Националној школи Нуестра Сењора де Гвадалупе. Те исте године на светлост дана излази његова прва књига поезије Црни гласници; песме из те збирке још увек показују трагове модернизма у својој структури, мада се већ наслућују неке несвакидашње карактеристике у песничком изразу. Песник се дотиче егзистенцијалног немира, личне кривице и бола, као, на пример, у познатим стиховима „Неки ударци у животу, тако су јаки... Не знам ја!“ или „Родих се једног дана / док је Бог био болестан“. Циркулисао је релативно мали број примерака, али је критика, генерално говорећи, добро прихватила књигу.

### Затвор у Трухиљу.Трилсе
Мајка му је умрла 1918. године. Породична носталгија га нагони да се у мају 1920. врати у Сантијаго де Чуко. Првог дана августа дошло је до пожара и пљачке у једној кући у власништву породице Санта Марија Калдерон, путујућих трговаца робом и алкохолом. Ваљехо је неправедно означен као учесник и инспиратор. Неко време се скрива, али бива откривен, ухапшен и смештен у затвор у Трухиљу где ће провести 112 дана (од 6. новембра 1920. до 26. фебруара 1921). За песму „Бајка о подвигу (Похвала маркизу од Торе Тахле)“ од општине Трухиљо је 24. децембра 1920. добио другу награду (прва награда није додељена). Занимљиво је да се Ваљехо такмичио под псеудонимом како би одлука о додели награде била непристрасна.
По изласку на условну слободу поново одлази у Лиму где је његова фантастична прича Са оне стране живота и смрти награђена на једном књижевном конкурсу. Новчани део награде је наменио финансирању других књижевних публикација. У октобру 1922. године објављује другу збирку песама, Трилсе, за коју је предговор написао његов пријатељ Атенор Орего. Млако је примљена од критичара који још увек нису разумевали авангардну литературу; изузетак је био Орега који је о Ваљеху рекао следеће: „са овим сејачем почиње нова епоха слободе, поетске аутономије, аутохтоне вербалне артикулације“.
Збирка Трилсе је у великој мери наговестила авангардну књижевност која ће се развити 20-их и 30-их година 20. века. Ваљехо у овој књизи доводи шпански језик до неслућених граница: измишља речи, форсира синтаксу, користи аутоматско писање и друге технике карактеристичне за дадаистички и надреалистички покрет. Направио је искорак у препороду књижевног језика пре него што су то учинили Висенте Уидобро у збирци песама Алтасор (1931) и Џејмс Џојс у ониричком роману Финеганово бдење (1939).
У марту 1923. године Ваљехо објављује скраћену верзију Музичких лествица, збирке приповедака и прича од који су неке већ авангарде. Друго његово прозно дело, Дивља бајка, објављено је 16. маја у серији Перуански роман коју је уређивао Педро Барантес Кастро.
Поново је добио положај професора у Школи Гвадалупе на ком се неће дуго задржати; биће проглашен вишком.

### Одлазак у Европу
Уморан од локалног медиокритетства, свој поглед је већ усмерио ка Старом свету. Са новцем који му је дуговало министарство образовања испловљава за Европу из које се више неће вратити. Путује паробродом Ороја 17. јуна 1923. године носећи у џепу новчаницу од пет стотина сола. Стиже у Париз 13. јула. Његова увек недовољна примања долазе од новинарства, али бавио се и превођењем. Писао је за дневник El Norte из Трухиља, као и за часописе L'Amérique Latine из Париза, España из Мадрида и Alfar из Ла Коруње.
Прве две године у Паризу живео је у економској оскудици, толикој да је често морао да спава на отвореном. Склапа пријатељство са шпанским писцем Хуаном Лареаом и чилеанским песником Висентеом Уидобром; ступа у контакт са интелектуалцима као што су Пабло Неруда и Тристан Цара.
Почетком 1924. године прима вест о смрти оца. У октобру је примљен у добротворну јавну болницу због интестиналног крварења. Оперисан је и успешно се опоравио.
Године 1925. почиње да ради као секретар тек основане рекламне организације Les Grands Journaux IberoAméricains. Такође почиње да сарађује у часопису Mundial из Лиме. Те године шпанска влада му додељује скромну стипендију како би могао да настави универзитетске студије права у Шпанији. У следеће две године периодично ће и на кратко посећивати Мадрид како би у назначено време подизао новац од стипендије и поред тога што није студирао. У октобру 1927. одрекао се поменуте стипендије. Никада није стекао докторат из књижевности, као ни из правних наука.
Напушта посао у Les Grands Journaux IberoAméricains 1926. године и упознаје своју прву француску сапутницу, Хенријету Маис, са којом ће живети до октобра 1928. Са Лареаом оснива часопис Favorables París Poema, а са Педром Абрилом де Вивером недељник La Semana Parisién. Оба публикације су биле кратког века. Почиње да шаље прилоге за часопис Variedades из Лиме.
Године 1927. у Паризу упознаје Жоржерт Филипарт, осамнаестогодишњу девојку која је са мајком живела у стану смештеном преко пута хотела у којем је боравио. Продубљује своја знања о марксизму. Појављује се једно његово прозно дело у часопису Amauta, који је у Лими основао његов пријатељ Хосе Карлос Маријатеги, и у ком такође објављује неколико новинских хроника.
У априлу 1928. године поново се озбиљно разбољева, али се опоравља за неколико месеци. Хенријета му и даље прави друштво. Почиње страствено да се занима за политичко-социјалне проблеме. Те године први пут путује у Совјетски Савез. Враћа се у Париз и оснива париску ћелију Социјалистичке партије коју је основао Маријатеги у Перуу (касније је променила назив у Перуанска комунистичка партија).
Године 1929. почиње да живи са Жоржет (која је наследила стан и добра од своје умрле мајке) и заједно са њом други пут посећује Совјетски Савез. Пре повратка у Париз задржава се у Келну, Варшави, Прагу, Бечу, Будимпешти, Москви, Лењинграду и италијанским градовима. Почиње да сарађује у дневнику El Comercio као званични дописник, али не напушта часописе Variedades и Mudial. Овај новинарски рад је насилно прекинут 1930. године због светске економске кризе када су поменути часописи укинути, укључујући и недељни додатак у листу El Comercio који је објављивао његове чланке.
У овом првом периоду боравка у Паризу, од 1923. до 1929. године, настају песме (касније назване Песме у прози), књига или зборник есеја Против службене тајне и нацрт инканског романа Ка краљевству Сцириса; сва ова дела ће бити објављена тек након Ваљехове смрти, изузев неколицине есеја и прича. Разлог за ово оскудно књижевно стваралаштво лежи у томе што се из економске нужности више посвећивао писању чланака и хроника за часописе.
Путује у Мадрид 1931. године поводом објављивања збирке поезије Трилсе, што је означило почетак откривања његове поезије у Шпанији где је била подвргнута критици. Враћа се у Париз, али недуго након тога бива протеран због оптужбе за комунистичку пропаганду. Са Жоржет се враћа у Мадрид где пролази кроз економске потешкоће. Тамо је присуствовао паду бурбонске монархије и проглашењу Друге шпанске републике (април 1931); такође се повезује са великим шпанским писцима као што су Мигел де Унамуно, Федерико Гарсија Лорка, Рафаел Алберти, Херардо Дијего и Хосе Бергамин. Објављује пролетерски роман Волфрам и књигу хроника и есеја Русија 1931. године, која је постала бестселер: доживела је три издања за само четири месеца. Са друге стране, издавачи одбијају да му објаве причу Пако Јунке јер је „веома тужна“.
У октобру 1931. године трећи и последњи пут посећује Совјетски Савез како би учествовао на Међународном конгресу писаца солидарних са Совјетским Савезом. Враћа се у Мадрид и горљиво наставља са књижевним радом, али шпански издавачи одбијају да објаве драмска дела Lock-out и Москва против Москве (касније позната као Између две обале тече река), књигу хроника Русија пред другом петолетком (наставак Русије 1931. године) и зборник есеја Уметност и револуција. Главни разлог је у томе што су то дела марксистичког и револуционарног карактера. У то доба почиње да пише (до 1937) низ песама које ће постхумно бити објављене под насловом Људске песме.
Одлучује да се врати у Париз 1939. године, након што је укинута претходна забрана повратка. Те године Жоржета је хоспитализована услед лошег стања проузрокованог учесталим изазваним побачајима (према сведочењу Хуана Лареае, Ваљеховог пријатеља и биографа), али је успела да се опорави. Следеће године Ваљехо пише опширан чланак, објављен у париском Жерминалу, под насловом Шта се догађа у Перуу? У том периоду велике економске неизвесности потуца се по париским пансионима и хотелима.
Године 1934. ступа у грађански брак са Жоржет. Приводи крају још једну драму под називом Браћа Колачо или председници Америке, сатиру уперену против латиноамеричких влада потчињених америчком империјализму, али ниједан издавач није хтео да је објави. Такође одбијају да му штампају књигу есеја Против службене тајне. Између 1935. и 1936. године пише неколико прича које ће остати недовршене: Дечак од трске, Пут око будућности, Две часне сестре и Победник; биће објављене тек након његове смрти.
Након избијања Шпанског грађанског рата у јулу 1936. године са ентузијазмом сарађује у оснивању Ибероамеричког комитета за одбрану Шпанске републике и његовог гласника Нова Шпанија. У том послу га прати Пабло Неруда. У децембру исте године путује на неколико дана у Шпанију, пролазећи кроз Барселону и Мадрид, забринут због развоја догађаја у земљи. У јулу 1937. године последњи пут се враћа у Шпанију како би присуствовао Међународном конгресу антифашистичких писаца. Посећује Барселону, Валенсију, Хаен и фронт у Мадриду. По повратку у Париз изабран је за секретара перуанске секције Међународног удружења писаца. Између септембра и новембра пише последње песме које ће постати саставни део збирки Људске песме и Шпанијо, уклони овај путир од мене, као и драму Уморни камен.

### Смрт у Паризу
Почетком 1938. године ради као професор језика и књижевности у Паризу, али током марта пати од физичке исцрпљености. Смештен је 24. марта у болницу због непознате болести (касније се установило да је у питању била реактивација маларије од које је оболео у детињству), а 7. и 8. априла доживљава кризу. Умро је недељу дана касније, 15. априла 1938, једног кишовитог петка у Паризу, а не у четвртак, како се верује да је наслутио у својој чувеној песми Црни камен на белом камену: „Умрећу у Паризу, и од тога не бежим, / можда једног јесењег четвртка, као данас“. Његово тело је балсамовано. Посмртни говор је одржао француски писац Луј Арагон. Његови остаци су пренети у Кућу за културу, а касније на гробље Монруж.
Након тридесет и две године на гробљу Монруж, 3. априла 1970. удовица Жоржет Ваљехо пренела је његове посмртне остатке на гробље Монпарнас; дала је да се на надгробној плочи уклешу ове загонетне речи:
Толико сам снежила да би ти могао да спиш.

## Дело
Сесар Ваљехо је у свом стваралаштву обухватио скоро све књижевне жанрове: поезију, прозу (романи и приповетке), драму и есеј. Треба споменути и његов плодан новинарски рад (хронике и чланци).

### Поезија
Обично се сматра да је Ваљехо у лирици пронашао свој прави глас и остварио врхунски уметнички квалитет. Његово песничко дело се може поделити у три периода: модернистички, авангардни и социјално-револуционарни.

#### Модернистички период
Припада му књига песама Црни гласници (шп. Los heraldos negros; Лима, 1919). Представља почетак трагања песника за другачијим изражајним средствима, која ће се временом консолидовати у његовом књижевном делу. Ваљехо је имао потребу да установи модеран песнички језик који ће бити другачији од традиционалног. Био је под утицајем никарагванског песника Рубена Дарија, оснивача модернизма и његовог најистакнутијег представника у Латинској Америци, и уругвајског модернистичког песника Хулија Ерере и Реисига.
Према Маријатегијевом мишљењу, „са овим стиховима [...] почиње перуанска поезија (перуанска у аутохтоном смислу)“. Песник нам у њима заиста говори о локалном. Ту су присутна прожимајућа искуства свакодневног живота, породични и сеоски живот, нежни и пасторални пејзаж, али све то је још увек изражено са модернистичким укусом и у метричкој и строфичкој форми класичне поезије.
Такође налазимо узвишеније теме као што су побуна против судбине човека, смрт, бол, свест о беспомоћности, апсурд, али их песник све обрађује на свој начин, дајући им лични печат.
Штавише, песник у књизи испољава карактеристике које је претварају у јединствено књижевно дело: смело изражавање осећања, грубо исказивање патње, радикална огољеност речи.
Прва у низу песама даје назив књизи и односи се на тренутке у којима смрт или, једноставно, проток времена изазивају у нама тескобно, потресно предсказање. „Ти крвави ударци су пуцкетање / каквог хлеба који пред огњиштем гори“. Ова лирска слика, колико оправдана толико и иновативна, била је предмет исмевања Мигела де Унамуна будући да извештачена реторичност у којој се налазила поезија и шпанска књижевност тога времена још увек није могла да прихвати да се из нечег свакодневног и наизглед обичног може извући нешто дубоко и смислено.

#### Авангардни период
Припада му збирка песама Трилсе (шп. Trilce; Лима, 1922), једна од највећих послератних авангардних књига поезије на светском нивоу. Збирка настаје у посебним околностима за песника. Расла је његова збуњеност спрам света: смрт мајке, љубавни неуспеси, искуство непотпуног прихватања у Лими и боравак у мрачном затвору у Трухиљу; све су то кључни догађаји који су утицали на развијање дубоког осећаја искључености песника. Та искуства су обликовала у њему оно осећање људског бића ухваћеног у замку егзистенције или друштва и била су узрок песниковог слома, разлог бескрајног бола на крају сваке песме и њене непробојности и херметичности.
Назив књиге је неологизам који је измислио Ваљехо и чије значење до данас није тачно утврђено. Према најраширенијој верзији, изводи се из броја три; штампар је наводно проценио да промена назива књиге (Ваљехо је испрва хтео да је назове Бронзане лобање) кошта три либре (триста сола).
У тренутку појављивања наишла је на празан одјек јер су људи и даље били навикнути на романтичарске и модернистичке стихове. Сâм Ваљехо то објашњава у писму упућеном Атенору Орегу и истовремено брани своју позицију:
Књига је настала у највећој тишини. Ја сам одговоран за њу. Преузимам сву одговорност за њену естетику. Данас, можда више више него икада, осећам да сам сâм себи ослонац, да имам једну до сада непознату свету дужност, као човек и као уметник: да будем слободан! Ако не будем слободан данас, то нећу бити никада. Осећам да лук мога чела задобија своју најнапетију снагу хероизма. Представљам се у својој најслободнијој форми и ово је моја највећа уметничка жетва. Сâм Бог зна колико је исправна и истинита моја слобода! Сâм Бог зна колико сам се трудио да ритам не прекорачи ту слободу и не падне у распусност. Сâм Бог зна до којих сам ужасавајућих граница досегао, преплављен страхом, уплашен да ће све до краја умрети како би моја јадна душа могла да живи!
Књига је означена као „бесмислица“. Критичари попут Луиса Алберта Санчеза зачуђено су се питали зашто је Ваљехо написао песме са таквим каректеристикама. Збирка Трилсе је означила стварање веома особеног језика, што је већ само по себи представљало огромну смелост. То је био раскид са тенденцијама из књижевне прошлости, као и са традиционалним експресивним нормама. Књига одражава Ваљехову личну поетику, коју он сам објашњава на следећи начин:
Граматика, као колективна норма у поезији, лишена је разлога постојања. Сваки песник обликује своју личну и непреносиву граматику, своју синтаксу, свој правопис, своју аналогију, своју прозодију, своју семантику. Довољно му је да не напушта основна језичка правила. Песник може чак да мења, на известан начин, значењску и гласовну структуру речи од случаја до случаја.
Трилсе је револуционарна књига јер је Ваљехо у њој срушио естетске и реторичке норме:
- користи вулгаризме, култизме, регионализме, техницизме, неологизме, архаизме
- пролази кроз све језичке нивое
- ствара нов поетски језик путем делексикализације будући да поседује висок степен аграматичности и нарушава графичку репрезентацију речи
- користи мноштво стилских фигура као што су парадокс, прозопопеја, анимизам, хипербола, синестезија, ономатопеја, плеоназам и антитеза

#### Социјално-револуционарни период
Збирке поезије из овог периода објављене су постхумно; тај посао је обавила песникова удовица која је текстове објединила под заједничким називом Људске песме (шп. Poemas humanos; Париз, јул 1939). Но треба истаћи да је Шпанијо, уклони овај путир од мене још за Ваљеховог живота била организована као засебна књига, а објављена је у Шпанији неколико месеци раније, у јануару 1939.
Назив Људске песме се наметнуо на предлог Жоржет Ваљехо која је тврдила да је у једној Ваљеховој бележници прочитала да је имао у плану једну књигу „људских песама“, али не наводећи ништа прецизније. Неодређеност ове тврдње подстакла је многе критичаре и издаваче да овај назив сматрају произвољним. Касније је Жоржет Ваљехо ту збирку поделила у два дела: Песме у прози (19 песама) и Људске песме (76 песама у правом смислу речи). Тако су се појавиле у сабраним делима из 1968. Према Жоржет, прве су написане између 1923. и 1929, а друге између 1931. и 1937. године. Други издавачи нису били сагласни са овом поделом и определи су се да у једном тому обухвате све Ваљехове постхумне песме, осим оних из Шпанијо, уклони овај путир од мене.
Иако се аутор у овим песмама бави темама којима се често враћа, оне показују јасне разлике у односу на његово претходно песничко дело. Прво што се примећује, на плану форме, јесте враћање познатим ритмовима, барем у највећем делу песама, као и напуштање језичке експериметације која је била доминантна одлика у Трилсеу. У овој новој фази његове поетике језик је пријемчивији за обичног читаоца. Песник је управо настојао да се више приближи народу.
Сматра се да је један пресудних фактора који су утицали на ову промену правца у његовој поезији био тај што се определио за марксизам, чије су се идеје поклапале са неким од његових преокупација које су га пратиле током живота.
Мада у овим песмама и даље преовлађује незадовољство песника спрам живота и болне егзистенције, оне овога пута доносе извесну ноту наде. Она проистиче из његове вере у јединство свих људи. У Људским песмама песник се са озбиљношћу и израженим патетизмом предаје људском болу и тера нас да мислимо на немире и наде свих оних који празних стомака немају ни камен на који ће да седну. Дело је пуно паралелизама и антагонизама. Користи језик свакодневне комуникације и зато се чини да песничко ја разговара са пријатељем или радником. Често користи узвике у језичкој структури јер му је намера да драматизује своју поезију. Уводи хуманистичке, социјалне и револуционарне теме.
Књига Шпанијо, уклони овај путир од мене (шп. España, aparta de mí este cáliz), написана 1937. и постхумно објављена 1939. године, садржи најснажније и најдубље стихове које је неки песник испевао о грађанском рату у тој земљи. Поглед на сукобљену Шпанију дубоко је потресао Ваљеха, те је стога њена поетика била у служби републиканске ствари. Састоји се из 15 песама и сматра се Ваљеховим песничким тестаментом.
У песми која даје назив читавој збирци манифестује се његова љубав према Шпанији и страх од пораза оне стране чије је циљеве сматрао праведним.

### Проза
У Ваљеховом прозном делу такође је приметан постепен уплив идеологије:
- Музичке лествице (шп. Escalas melografiadas; Лима, 1923) су књига која обухвата дванаест прича подељених у два дела: шест лисрко-наративних слика (Клинописи) и шест прича или психопатолошких приповедака (Хор ветрова). Неке од њих су изненађујуће авангардне.
- Дивља бајка (шп. Fabla salvaje; Лима, 1923) је кратак роман психолошког карактера који се бави лудилом једног сељака са Анда. Блиска је жанру фантастике.
- Са оне стране живота и смрти (шп. Más allá de la vida y de la muerte; Лима, 1923), прича са елементима фантастике.
- Ка краљевству Сцириса (шп. Hacia el reino de los Sciris; завршен 1928, постхумно објављен) је кратки историјски роман о Инкама, писан у модернистичком кључу.

Око 1930, под утицајем марксизма, почиње да пише приче испуњене друштвеним проблемима које се могу сврстати у социјалистички реализам.
- Волфрам (шп. El Tungsteno; Мадрид, 1931) је јединствен роман о сукобу у једном руднику у Андима. То је „пролетерски“ роман који не напада само „грингосе“, него и „аривисте“ који имитирају странце и експлоатишу и угњетавају сиромашне, Индијанце и војне „регруте“. Објављен у Шпанији, био је веома популаран 30-их година 20. века, у доба светске економске депресије.
- Пако Јунке (шп. Paco Yunque; написана 1931), топла дечја прича која осуђује друштвену неправду. Многи издавачи су је одбили, али је на крају објављена 1951. године. Данас је део обавезне лектире у перуанским основним школама.

Треба поменути и недовршене приче написане између 1935. и 1936. године:
- Дечак од трске (шп. El niño del carrizo)
- Пут око будућности (шп. Viaje alrededor del porvenir)
- Две часне сестре (шп. Los dos soras)
- Победник (шп. El vencedor)

Његова целокупна прозна дела објављена су 1967. године у Лими под називом Сесар Ваљехо. Сабрани романи и приче.

### Драма
Сачувана су четири драмска комада од којих ниједан није објављен или изведен за Ваљеховог живота. Такође су сачувани фрагменти његове драме Мампар, али у верзији на француском и под називом Кртице (написана између 1929. и 1930), а о којој се такође говори у једном писму продуцента Луја Жувеа. Поменута драма се бави сукобом једног мужа са таштом и претпоставља се да је Ваљехо уништио оригинал.
Четири драмска комада која су сачувана у интегралном облику и која су објављена постхумно у Лими су:
- Lock-out (1930), драма написана на француском; сâм Ваљехо ју је превео на шпански, али превод није сачуван. Бави се радничким сукобом у једној металуршкој фабрици.
- Између две обале тече река (шп. Entre las dos orillas corre el río; око 1930), драма која је била резултат дугог и тешког процеса. Међу насловима претходних верзија су Варона Полијанова, Москва против Москве, Игра љубави, мржње и смрти.
- Браћа Колачо или председници Америке (шп. Colacho Hermanos o presidentes de América; 1930). Сатира у којој је перуанска демократија приказана као буржујска фарса под притисцима странаца и мултинационалних компанија.
- Уморни камен (шп. La piedra cansada; 1937), драма поетског карактера смештена у доба Инка, настала под утицајем грчких трагедија.

### Есеј
Ваљехо је објавио књигу хроника под називом Русија 1931. године. Размишљања у подножју Кремља (шп. Rusia en 1931. Reflexiones al pie del Kremlin; Мадрид, 1931) и спремио за штамање још једну под називом Русија пред другом петолетком (шп. Rusia ante el segundo plan quinquenal; завршена 1932, али објављена тек 1965).
Осим тога, саставио је две књиге есејистичке прозе, Против службене тајне (шп. Contra el secreto profesional; написана, према Жоржет, између 1923. и 1929) и Уметност и револуција (шп. El arte y la revolución; написана између 1929. и 1931), у којима су обједињени многобројни чланци од којих су неки објављени у часописима и новинама за пишчевог живота. Ниједна издавачка кућа у Шпанији није хтела да их објави због њиховог марксистичког и револуционарног карактера.

### Преводи
Ваљехо је преводио са француског на шпански дела Шарла Манжена, Анрија Барбиса и Марсела Емеа. Преводи су објавњени у Паризу, Мадриду и Буенос Ајресу. Касније су објављени у оквиру сабраних дела.